# Artemis Chasma
Artemis Chasma ist ein annähernd ringförmiges Grabensystem auf der Venus. Das Chasma hat einen Durchmesser von etwa 2100 Kilometern und ist der Randgraben von Artemis Corona, der mit Abstand größten Corona des Planeten. Die Struktur befindet sich im Süden von Aphrodite Terra. 